# Cyrtodactylus batucolus
Cyrtodactylus batucolus là một loài thằn lằn trong họ Gekkonidae. Loài này được Grismer, Chan, Grismer, Wood & Belabut mô tả khoa học đầu tiên năm 2008. Chúng là loại đặc hữu của đảo Besar (Malacca) thuộc Malaysia.